# Прудок (Смоленская область)
Прудок — деревня в Шумячском районе Смоленской области России. Входит в состав Озёрного сельского поселения. Население — 7 жителей (2007 год). 
Расположена в юго-западной части области в 13 км к востоку от Шумячей, в 0,5 км южнее автодороги А101 Москва — Варшава («Старая Польская» или «Варшавка»), на берегу реки Чёрная Рыдыга. В 5 км юго-восточнее деревни расположена железнодорожная станция Самолюбовка на линии Рославль — Кричев. 

## История
В годы Великой Отечественной войны деревня была оккупирована гитлеровскими войсками в августе 1941 года, освобождена в сентябре 1943 года.